# گزارش الماس راپاپورت
لیست قیمت راپاپورت که به‌طور غیررسمی به عنوان فهرست راپاپورت یا گزارش راپاپورت شناخته می‌شود، استاندارد صنعت الماس برای قیمت گذاری الماس است.

## تاریخ
اولین لیست قیمت راپاپورت الماس تراش خورده توسط مارتین راپاپورت، بنیانگذار گروه الماس راپاپورت، در سال ۱۹۷۸ تهیه شد.

## چگونه کار می‌کند
این گزارش هر هفته در روز پنجشنبه، ساعت 11:59 EST (نیمه شب) به روز می‌شود. لیست قیمت راپاپورت دارای حق چاپ است و فقط برای مشترکین در دسترس است. جواهرات و تاجران الماس از آن برای تعیین قیمت برای مصرف‌کنندگان استفاده می‌کنند؛ بنابراین مصرف‌کنندگان باید با احتیاط از گزارش استفاده کنند. این قیمت‌ها به عنوان مبنایی برای استانداردسازی و مذاکره قیمت الماس در سراسر جهان استفاده می‌شود. بسیاری از قیمت‌های توافق شده در تجارت الماس از تخفیف‌هایی بر اساس لیست قیمت راپاپورت حاصل می‌شود.

## گزارش قیمت بر چه اساسی است؟
این گزارش به صورت جدولی منتشر شده و الماس‌ها را بر اساس اندازه، رنگ و کیفیت قیمت گذاری می‌کند. این گزارش قیمت الماس‌های تکی را ارائه می‌کند و نه الماس‌هایی که به صورت عمده فروخته می‌شوند.

## نحوه خواندن گزارش
هر لیست قیمت دارای چهار شبکه مجزا است که هر کدام حاوی اطلاعات مربوط به اندازه قیراط متفاوت برای الماس است. هر شبکه دارای گزینه‌های وضوح در خط افقی و گزینه‌های رنگ در خط عمودی است. برای محاسبه قیمت الماس بر اساس لیست قیمت راپاپورت، باید اندازه، رنگ و وضوح الماس را بدانید. قیمت ذکر شده بر اساس این اطلاعات به صدها دلار در هر قیراط الماس است.
روش قیمت گذاری الماس
برای قیمت‌گذاری و استفاده از راپاپورت باید از 4C که شامل ۱. رنگ ۲. کیفیت ۳. تراش ۴. وزن اطلاع داشته باشید و توجه داشته باشید فاکتور تراش در راپاپورت موجود نمی‌باشد و فاکتور تراش توسط گوهرشناس یا صادرکننده شناسنامه در نظر گرفته می‌شود و موجب کاهش یا افزایش قیمت الماسمد نظر می‌شود. گوهرشناس براساس فاکتور 4C و تجربه و شرایط بازار برای خرید و فروش الماس قیمت گذاری می‌کند.